# 이스턴케이프주

이스턴케이프 주의 위치

이스턴케이프주(영어: Eastern Cape Province, 아프리칸스어: Provinsie Oos-Kaap)는 남아프리카 공화국의 남부에 위치한 주이다. 주도는 비쇼이나 최대 도시는 이스트런던과 포트엘리자베스이다. 1994년에 케이프주에서 분리되어 신설되었다.
면적은 169,580km2로 남아프리카 공화국에서 두 번째로 넓다. 2011년 기준 인구는 6,562,053명이며 인구밀도는 약 39명/km2이다.

## 지리
서부는 대부분 건조한 카루(Karoo) 지대이나 동쪽으로 갈수록 기후는 습해진다. 해안은 기복이 지고 곳곳에 해변이 위치해 있다. 여러 험준한 산지가 있으며 최대 고도는 3,001m이다. 동북부에서 레소토와 접경한다.

## 인구

이스턴케이프 주의 인구 밀도

이스턴케이프 주 각지의 다수 언어

| <1 /km2 1–3 /km2 3–10 /km2 10–30 /km2 30–100 /km2 |  | 100–300 /km2 300–1000 /km2 1000–3000 /km2 >3000 /km2 |

| 아프리칸스어 영어 코사어 |  | 줄루어 소토어 No language dominant |

### 인종
2011년 기준 인구 중 흑인이 86.3%, 컬러드가 8.3%, 백인이 4.7%, 인도인/아시아인이 0.4%였다.

### 언어
2011년 기준 코사어 사용 인구가 78.8%, 아프리칸스어가 10.6%, 영어가 5.6%, 소토어가 2.5%였다.

## 지역 구분
8개 행정구(District) 안에 37개 지방 자치체(Local Municipality)와 2개 광역 자치체(Metropolitan Municipality)가 있다.
| - 넬슨 만델라 베이 광역 자치체 | - 버팔로 시티 광역 자치체 | - 알프레드 은조 행정구(Alfred Nzo District) - Matatiele - Umzimvubu | - 아마톨레 행정구(Amathole District) - Amahlathi - Great Kei - Mbhashe - Mnquma - Ngqushwa - Nkonkobe - Nxuba | - 카카두 행정구(Cacadu District) - Baviaans - Blue Crane Route - Camdeboo - Ikwezi - Kou-Kamma - Kouga - Makana - Ndlambe - Sunday's River Valley | - 크리스 하니 행정구(Chris Hani District) - Emalahleni - Ngcobo - Inkwanca - Intsika Yethu - Inxuba Yethemba - Lukhanji - Sakhisizwe - Tsolwana | - OR 탐보 행정구(OR Tambo District) - Ingquza Hill - King Sabata Dalindyebo - Mbizana - Mhlontlo - Ntabankulu - Nyandeni - Port St. Johns | - 조 가비 행정구(Joe Gqabi District Municipality) - Elundini - Gariep - Maletswai - Senqu |

## 교육 기관
- 넬슨 만델라 메트로폴리탄 대학교
- 로데스 대학교